# Protallagma titicacae
Protallagma titicacae är en trollsländeart som först beskrevs av Philip Powell Calvert 1909.  Protallagma titicacae ingår i släktet Protallagma och familjen dammflicksländor. Inga underarter finns listade i Catalogue of Life.